# 스팸

스팸 로고

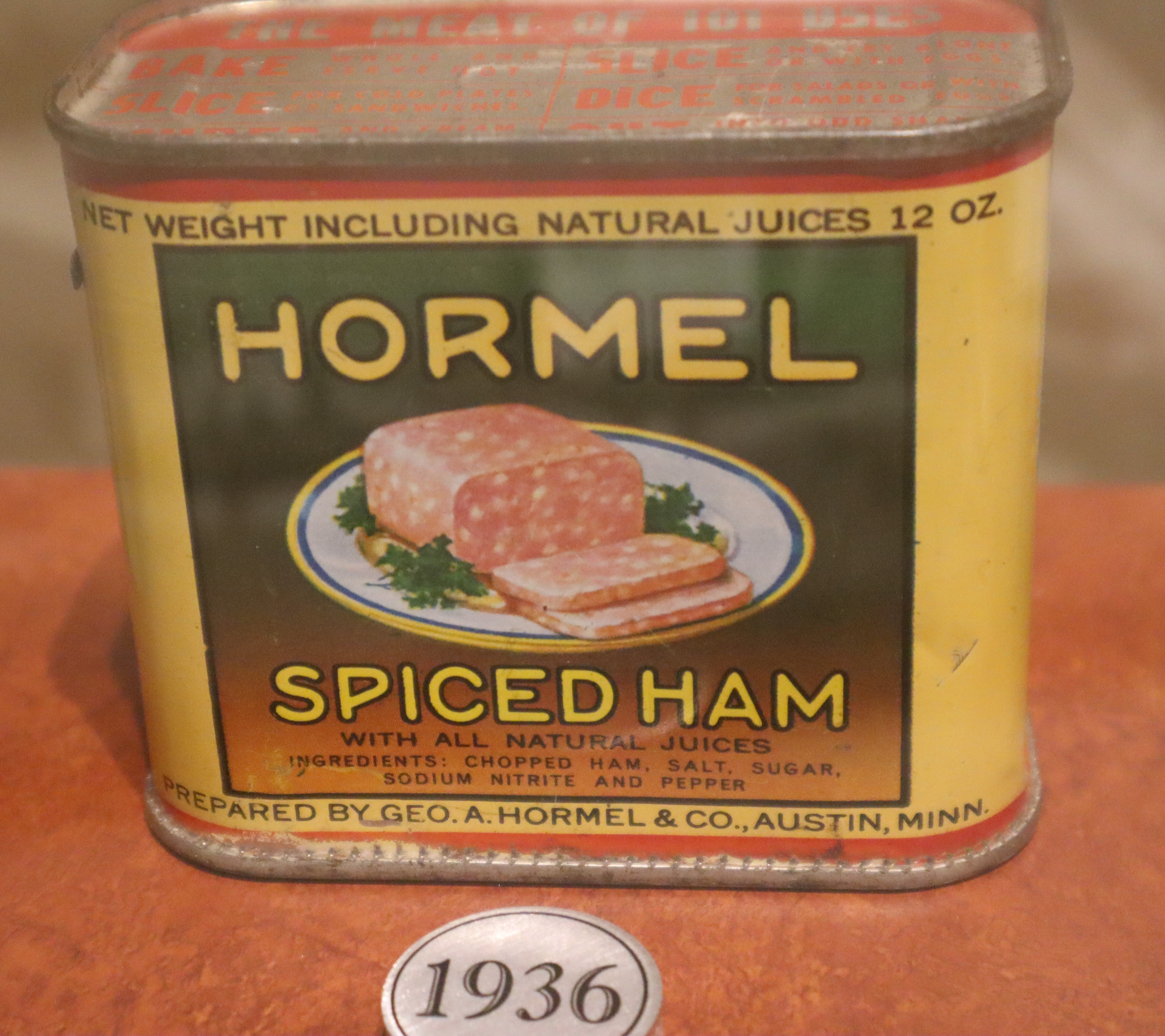
스팸 박물관에 있는 호멜 "스파이스티드 햄" 1936 캔. 다음 해에 그것은 스팸으로 이름이 바뀌었다.

스팸(SPAM)은 미국 호멜 식품 회사(Hormel Foods Corporation)의 통조림 햄 상표이다. 1937년에 출시되어 제2차 세계대전 동안에 널리 판매된 이후 세계적으로 인기를 얻고 있다. 2003년에 스팸은 6개 대륙, 41개국에서 판매되었으며 100여 개 국가에서 상표가 등록되었다.(중동 및 북아프리카 제외) 2007년, 스팸은 약 70억 개가 판매되었다. 대한민국에서는 현재 CJ제일제당이 호멜 사와의 기술제휴 하에 생산하고 있다.
스팸의 주재료는 돼지고기의 어깻살이다. 어깻살을 사용한 이유는 당시 어깻살은 넓적다리 햄을 만들고 남은 부산물이었으며, 뼈를 발라내기 어렵고 인기가 낮아 버리던 부위였다. 버리는 어깻살을 갈아서 통조림 햄으로 사용한 것이 스팸이다. 여기에 소금, 물, 감자 전분 등이 첨가되고, 보존제로 결합제, 설탕, 아질산나트륨도 추가된다. 생산 과정중 캔 조리 과정에서 천연 젤라틴이 형성된다. 스팸의  지방, 나트륨, 방부제가 많이 들어간 것에 대해 건강 문제로 많은 문제가 제기되기도 하였다.
정보통신기술의 확장과 함께, 스팸이란 고기의 고기의 비밀(Mystery meat)과, 대중 문화의 다른 모습에 대한 도시 전설의 대상이 되었다. 가장 주목할 만한 것으로 몬티 파이튼 스케치(Spam (Monty Python))에서 스팸을 '원하지 않는데 잔뜩 들어가 있는 것'으로 묘사한 것에 있으며, 이 스케치를 바탕으로 오늘날에 '원치 않는 전자 메시지'를 스팸 메일 또는 스팸 문자라 일컫게 되었다. 생산지는 오스틴 (미네소타주), 아이오와주 더뷰크, 진천군 광혜원면(CJ제일제당), 이 있다.

## 역사

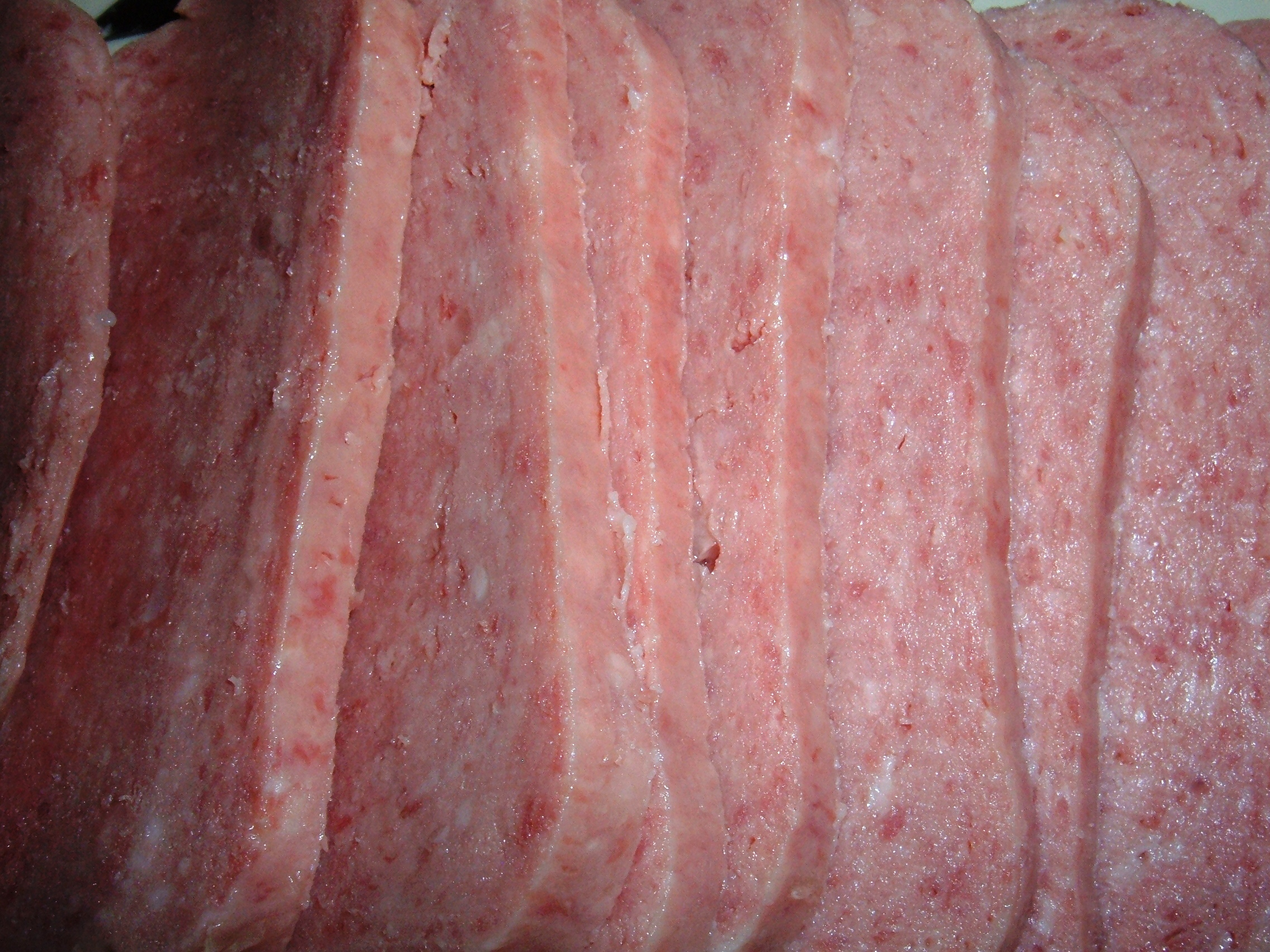
토막낸 스팸

스팸이란 이름의 유래는 1937년 호멜 식품 회사에서 만든 신 제품인 통조리 햄의 이름을 정하기 위해 100달러의 상금을 걸고 공모하면서 지어진 이름이다. 당선자는 뉴욕에 사는 켄 디아그노(Ken Daigneau)였다. 호멜 식품 회사에서는 이 이름의 의미가 “극미미의 전 호멜식품 경영진에게만 알려져있다.(is known by only a small circle of former Hormel Foods executives)”고 하지만, 널리 알려진 설로는 “spiced ham”(양념된 햄)이나 “spare meat(여분의 육류)” 또는 “shoulders of pork and ham”(돼지의 어깻살과 뒷다리살)에서 따온 말이라고 한다. 또 한가지 알려진 설로는 “Specially Processed American Meat(특수 가공된 미국산 고기)” 또는 “Specially Processed Army Meat(특수 가공된 육군부대 고기)”가 있다.
제2차 세계대전 동안 전선에서 신선한 고기를 제공받기 어려운 상황에서 스팸은 미국 병사들의 식단의 일부로 자리잡았다. 스팸은 전쟁이 끝나기 전까지 군 부대에서 1,500만 파운드의 양으로 구입하였다.
제2차 세계대전 동안, 스팸은 미국을 넘어 괌, 하와이, 오키나와, 필리핀 및 태평양의 여러 섬에도 퍼지게 되었다. 이후, 이들 나라의 식문화에도 영향을 끼치게 되었는데, 이는 태평양 지역에서 미국의 영향력이 얼마나 강했냐는 것을 알 수 있는 한 보기가 되었다.
제2차 세계대전에서 미국의 무기대여의 법칙에 의해 배급되면서, 스팸은 영국에서 명성을 얻었다. 1980년대 영국 총리였던 마가렛 대처는 훗날 스팸을 “전시 진미(wartime delicacy)”라고 언급하였다. 영국에 생산 증가에 더하여, 호멜 사는 유사하게 포위상태에 놓인 연합군의 일원인 소련군을 지원하는 의도로 스팸 생산을 확장하였다. 니키타 흐루쇼프는 훗날 “스팸이 없었더라면 우리는 군대에 식량을 공급 할 수 없었을 것이다.”라고 선언하였다. 전쟁 동안, 분쟁에 의해 파괴되어 식량 배급에 여러움을 겪은 나라들도 스팸에 감사를 표하였다.

## 영양 성분

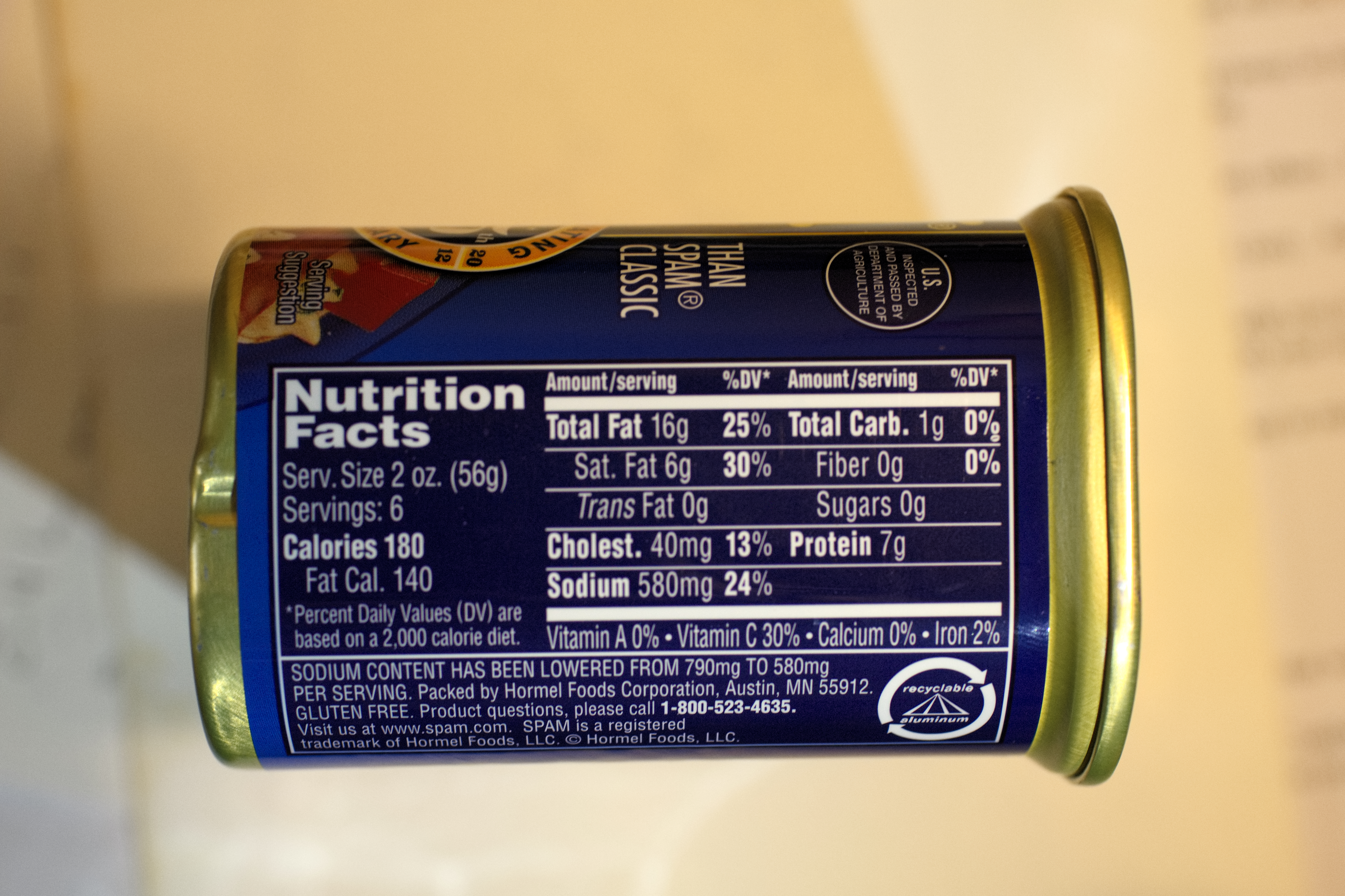
스팸 리스 소듐(Spam Less Sodium)의 영양 성분 표시

스팸의 성분은 여러 시장에 따라 달라질수 있다.;
“스팸 클래식(Spam Classic)”의 주요 요소는 다음과 같다.: 돼지고기 어깻살, 넓적다리살, 식염, 물, 감자 전분, 설탕, 아질산나트륨
| 패키지 당 순 중량 : 340 그램 (12 온스) 일일 섭취 용량: 100g |                                                                        |
|                                                             | 100g 당 수량                                                           |
| 열량                                                        | 1,300 kJ (310 Kcal)                                                    |
| 단백질                                                      | 13g (일일 권장량(이하 DV)의 26%)                                       |
| 총 지방                                                     | 27g (41% DV)                                                           |
| – 포화 지방                                                 | 10g (49% DV)                                                           |
| 탄수화물                                                    | 3g (1% DV)                                                             |
| 나트륨                                                      | 1369 mg (57% DV)                                                       |
| 콜레스테롤                                                  | 70 mg (23% DV)                                                         |
| 비타민 및 무기질 (% DV)                                     | 비타민 C 1%, 칼슘 1%, 철분 5%, 마그네슘 3%, 칼륨 9%, 아연 12%, 구리 5% |

## 나라별 스팸 현황

### 미국
스팸의 가장 큰 장점은 저렴한 가격에, 높은 접근성과 장기 보존이 가능한 점에 있다. 1990년대 통계에서는 미국내에서 하루당 약 3.8캔, 매년 약 1억 2,200만 캔의 스팸이 소비되고 있었다.
이는 미국 가정의 약 30% 정도에서 식단으로 사용되고 있다고 볼 수 있다. 이것은 지역에 따라 약간 차이가 있다. 또한 경제적 어려움 때문에 상대적은 낮은 비용으로 판매되는 것과 연관되기도 한다.
미국에서 스팸은 오스틴 (미네소타주)와 프리몬트 (네브래스카주)에서 생산되며, 북미, 남미, 오스트레일리아에서 판매되고 있다. 오스틴에서는 "Johnny's SPAMarama Menu"라는 이름으로 스팸만을 다루는 음식점도 있다.
전쟁 당시에도 스팸은 미군에게 큰 도움을 주었다.

#### 하와이

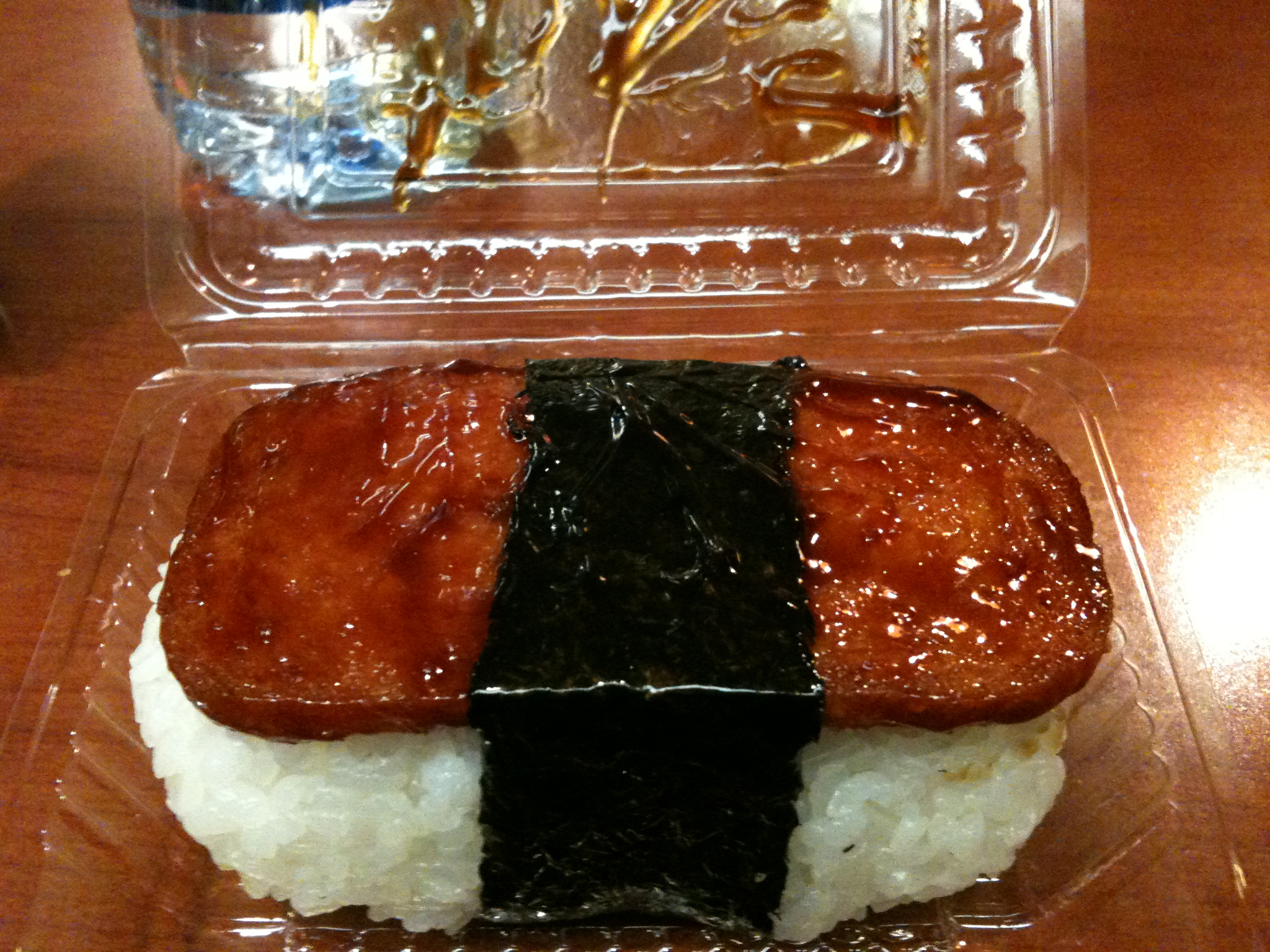
스팸 무스비는 하와이에서 인기가 높은 음식중 하나이다.

미국에서 가장 1인당 가장 많이 스팸을 소비하는 곳은 하와이주로, 하와이에서 스팸에 대한 인식도 본토와 매우 다르다.
하와이에서 인기 있는 초밥중 하나로 스팸 무스비(Spam musubi)가 있다. 이 요리는 뭉쳐놓은 밥 위에 조리된 스팸을 올려놓고 김으로 싸서 주먹밥 형태로 만든 것을 말한다. 미국의 다른 시장에선 볼 수 없는 하와이에서만 팔리는 스팸 종류도 있으며, 대표적으로 허니 스팸(Honey Spam), 스팸 베이컨(Spam with Bacon), 핫&스파이시 스팸(Hot and Spicy Spam)이 있다.
하와이의 버거킹에서는 지역 맥도날드와 경쟁하기 위해 2007년에 스팸 제공을 시작하였다. 하와이에서 스팸은 "하와이안 스테이크(The Hawaiian Steak)"라고 할 정도로 인기가 있다.

#### 괌, 북마리아나
괌에서는 1인당 평균 연간 16통의 스팸을 소비한다고 한다. 또한 맥도날드에도 스팸을 활용한 메뉴들이 있다.
북마리아나 제도에서는, 지역 주민의 건강에 대해 높은 스팸 소비로 인한 질병을 주장하는 기사를 실은 지역 언론에 대해 호멜사가 법적 조치를 취하였다.

#### 푸에르토리코
샌드위치 데 메스클라(Sandwich de Mezcla)는 스팸, Velveeta 치즈, Pimiento를 원더 브레드(Wonder Bread) 빵을 2등분 한 것 사이에 끼워넣은 것으로, 푸에르토리코에서 잔치에 빠지지 않는 음식이다.

### 영국
제2차 세계대전 후, 피치 로벨 그룹(Fitch Lovell group)의 일부인 뉴포지 푸드(Newforge Foods)에서는 리버풀에서 Gateacre 공장을 차려, 영국 내에서 스팸을 생산 할 수 있는 라이센스를 수여받았다. 생산은 1998년에 대니쉬 크라운 그룹(Danish Crown Group, 튤립 식품 회사 (Tulip Food Company)의 소유자.)으로 전환할 때까지 계속되었다.
영국에서는 스팸을 이용하여 다양한 조리법을 만들어냈다. 예를 들어, 스팸 요크셔 브렉퍼스트(Spam Yorkshire Breakfast), 스팸 오믈렛(Spamish Omelette), 스팸 해쉬(Spam Hash) 등이 있다. 그리고 스팸을 얇게 저민 후 튀김옷을 입혀 튀긴 스팸 프리터(Spam fritters)도 있다.

### 아시아

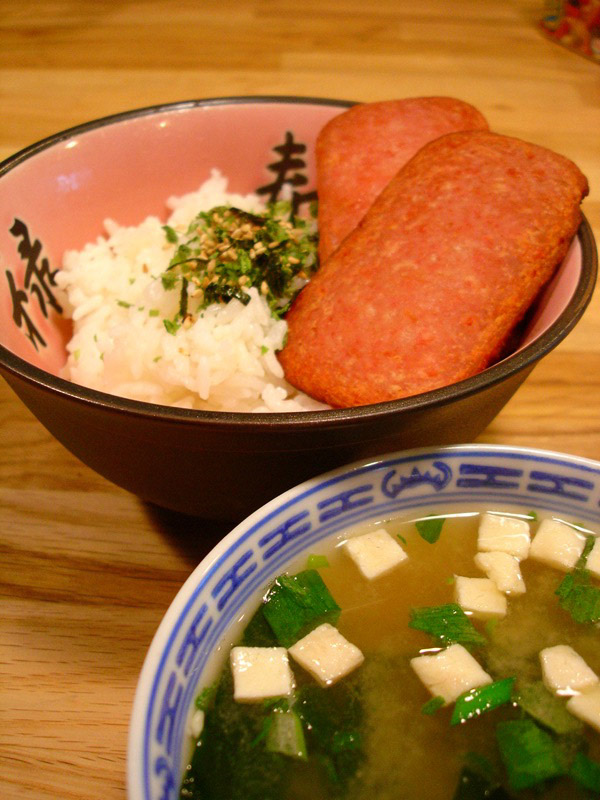
쌀과 국 요리와 함께 제공된 스팸

중국에서 스팸은 호멜사가 중국 시장 진출에서 다른 전략을 채택하여, 외국의 고급 식품으로 홍보하고, 중국 현지의 입맛에 맞추고 더 풍부한 내용물로 바꾸었다.홍콩에서는 제2차 세계대전 이후 비싸고 부족한 고기를 대신하여 경제적이고 구하기 쉬운 스팸이 각광받았다.  닭고기 육수를 이용한 국수에 마카로니와 달걀 프라이와 함께 스팸을 얻는 요리도 나왔다.
필리핀에서 스팸은 인기 있는 식품이자 문화의 상징으로 보고 있다. 양념과 함께 제공되거나, 튀기는 등의 다양한 방식으로 사용하며, 샌드위치에도 사용되기도 한다. 통조림 고기의 인기는 계층을 초월하며,선물 세트로도 사용하기도 한다. 현재 필리핀에서 판매되는 스팸은 약 9가지 이상의 종류가 있으며, 매년 약 125만kg 분량으로 판매되고 있다. 2009년 태풍 켓사나 후 구조 활동 중에, 호멜 식품은 필리핀 적십자사에 약 30,000파운드의 스팸을 기부하였다.

#### 대한민국
대한민국에서는 한국 전쟁 동안에 미군을 통해 널리 퍼졌다. 이 과정에서 스팸을 여러 가지 음식에 활용해왔으며, 이 중, 스팸 김밥이라는 음식도 나왔는데, 전쟁통에 김밥 재료들을 구하기 힘들어 미군을 통해 받은 스팸과 피클을 김밥 재료로 사용한 것이다. 스팸은 한국에 주둔한 미군에서 상품, 서비스 및 기지 주변 정보 거래의 수단으로도 사용되었다.
한국에서 스팸은 널리 인기가 높은 식재료로로서, 코카콜라나 KFC보다 더 우위를 차지한다고 한다. 오늘날, 한국에서는 미국에 이어 가장 많이 스팸을 생산 및 소비하고 있다. 한국에서 스팸은 뜨거운 밥과 함께 먹는 반찬으로 널리 이용되는데, 스팸의 짠맛이 쌀밥과 잘 조화를 이루기 때문인 것으로 본다. 한국의 찌개 요리인 부대찌개에서 주재료로 사용되기도 한다.
대한민국에서 스팸은 명절 선물로도 많이 인기가 있는 식품이다. BBC에서도 “왜 스팸은 한국에서 고급스러운 음식일까?” 라는 제목의 기사에서 “이 스팸이 특히 한국에서는 추석 최고 인기 선물”이라고 하여 스팸의 인기에 대해 보도한 바 있다. 본래 한국에서는 명절마다 선물을 주고 받는 풍습이 있었으며, 보통 고기와 생선 등의 먹을거리를 선물하였다. 그러다가 한국 전쟁 이후로 물자가 부족하여 선물을 주고 받기가 어려워졌고, 대신 미군에서 받아온 스팸을 선물로 대체한 것이 유래이다. 이것이 오늘날에도 이어져서 경제 상황이 나아진 이후로 한우와 굴비를 선물로 이용할 수 있게 된 현재에도 여전히 스팸을 선물로 사용하는 경우가 많다.

#### 일본
일본의 오키나와에서는 계란과 함께 오니기리의 재료로 사용된다. 전통적인 오키나와 요리 찬푸루의 재료로도 자주 사용되고, 오키나와 지역 패스트푸드 체인점인 제프 오키나와에서는 스팸 햄버거를 판매하기도 한다. 2007년 스팸 70주년 기념하여 일본에서 특별한 디자인 캔을 판매하였으며, 주로 오키나와에서 인기를 얻었다. 2011년 여름, 버거킹은 'BK Shot'이란 이름으로 스팸을 넣은 햄버거를 내놓았는데, 슬라이스된 통조림 고기로 채워졌으며, 일본에서 스팸의 인기를 반영하여 만들었다. 2014년 초, 버거킹은 아침 식사 메뉴로 스팸 앤드 치즈 버거(Spam and Cheese burger)를 내놓았다.

### 중동

#### 이스라엘
영국 위임통치령 팔레스타인에서 스팸은 카슈루트 통조림 고기에 대한 수요로서 제2차 세계대전 중에서 많은 인기가 있었다. 통조림 고기는 전쟁중인 1939년~1943년 사이에서 짧게 언급되었다. 그러나 코셔 통조림 고기의 인기가 폭발적으로 늘어난건 1945년 때로, 코셔 통조림 고기가 유럽의 유대인 중 전쟁 피해자의 구호 패키지의 주요 항목이었을 때이다. 그리고 1946년, "시카고 코셔 소시지 제조 회사(Chicago Kosher Sausage Manufacturing Company)"에서 Breef라는 코셔 통조림 고기 제조에 대한 특허를 등록했다. 쇠고기로 만든 Breef는 스팸과 유사한 질감이나 콘드 비프와 유사한 맛으로 되어있다. 또한 스팸을 카슈루트에 맞게 변형한 Loof(히브리어: לוף)란 이름으로 알려진 것도 있는데, 리차드 레비에 의해 생산되었고, 주로 이스라엘 방위군에서 전투 식량으로서 이용되었다. Glatt 코셔판도 제작되었으며, 이것은 2000년대 초반 동안 전투 식량에서 단계적으로 생산되었고, 마지막으로 배급된 때는 2009년에 생산을 중단할 때였다.

## 종류

### 대한민국 내
2016년 기준으로 스팸 클래식, 마일드와 스팸 싱글을 제외하고는 단종된 것으로 보고 있다.:
- 스팸 클래식(Spam Classic) - 기본적인 스팸. 단, 한국내에서 스팸 클래식은 미국판에 비해 짠맛이 덜한 편이다.
- 스팸 마일드(Spam Mild) - 스팸 클래식에서 짠맛을 줄인 제품.
- 스팸 베이컨(Spam Bacon) - 스팸에 돼지고기 베이컨 조각을 첨가한 제품.
- 스팸 치즈(Spam Cheese) - 스팸에 치즈 조각을 첨가한 제품
- 스팸 갈릭(Spam Garlic) - 스팸에 마늘을 첨가한 마늘햄 형태의 제품.
- 스팸 싱글(Spam Single) : 클래식, 양파, 고구마, 모차렐라 치킨 - 스팸을 얇게 슬라이스한 것을 레토르트 파우치에 넣은 형태이다. 이중 모차렐라 치킨의 경우 돼지고기가 아닌 닭고기를 이용하여 만들었다.

### 미국
스팸 공식 웹사이트에서 나와있는 바와 같이, 스팸 제품을 포함한 많은 종류의 있다.:
- [47]을

- 스파이시(Spam Hot & Spicy) – 타바스코 소스  난다.[47]
- 스팸 할라페뇨(Jalapeño Spam)
- 스팸 후추(Spam with Black Pepper)[48]
- 저염 스팸(Spam Low Sodium) – 기존 스팸보다 나트륨이 25% 적다.[47]
- 스팸 라이트(Spam Lite) – 기존 스팸보다 칼로리가 33%, 나트륨이 25%, 지방이 50% 적다. – made from pork shoulder meat, ham, and mechanically separated chicken[47]
- 스팸 오븐 로스트 터키(Spam Oven Roasted Turkey)[47]
- 스팸 히코리 훈제 맛(Spam Hickory Smoked)[47]
- 스팸 스프레드(Spam Spread) –스팸 클래식과 유사하나, 스프레드하여 간편하게 먹을 수 있다.[47]
- 스팸 베이컨(Spam Bacon)[47]
- 스팸 치즈(Spam Cheese)[47]
- 스팸 마늘(Spam Garlic)
- 스팸 데리야키(Spam Teriyaki)
- 스팸 초리소(Spam Chorizo)
- 스팸 마카다미아(Spam Macadamia Nuts) – Partnered with Hamakua Plantation
- 스팸 칠면조(Spam Turkey)
- 스팸 토시노(Spam Tocino)
- 스팸 포르투갈식 소시지(Spam Portuguese Sausage)

보통 미국에서 클래식 외의 다른 맛의 스팸들은 클래식의 표준 무게인 12온스(약 340g)보다 조금 더 작은 사이즈로 출시된다. 또한, 파우치에 들어있는 레토르트 스팸과 샌드위치 용 스팸 조각도 팔고 있다.

## 1인가구
혼자 살때 직접 많은 요리해서 차려먹는 것을 귀찮아해서 후라이팬에 스팸을 얇게 잘라서 구워먹는다던지 스팸 뚜껑을 따고 숟가락으로 먹거나 라면,찌개에 넣어서 먹는다. 1인가구에서는 반찬 메뉴로 잘 사용할 가능성이 매우 높다. 의외로 스팸을 그대로 숟가락으로 먹는 것도 맛은 느끼하지만 구웠을 때랑은 또 다른 식감 덕분에 이 쪽도 좋아하는 사람들도 여럿 있다.

## 관련 질병
- 비만증
- 당뇨병
- 암
- 심근 경색